# Callionymus guentheri
Callionymus guentheri là một loài cá biển thuộc chi Callionymus trong họ Cá đàn lia. Loài này được mô tả lần đầu tiên vào năm 1981.

## Phân bố và môi trường sống
C. guentheri có phạm vi phân bố rộng khắp vùng biển Tây Thái Bình Dương. Loài cá này được tìm thấy tại Philippines; chúng sống ở độ sâu khoảng 100 – 593 m.